# Янковская, Юлия Викторовна
Юлия Викторовна Янковская (19 ноября 1987) — российская футболистка, полузащитница.

## Биография
В начале 2002 года перешла из юниорской команды краснодарской «Кубаночки» в состав дебютанта высшего дивизиона России клуба «Надежда» (Ногинск). В сентябре 2002 года стала победителем первенства России среди 19-летних, проходившего в Ногинске, выступая за команду «Центр-2», составленную на базе «Надежды». В 2002—2003 годах включалась в заявку основного состава ногинского клуба, в 2003 году не вышла на поле ни разу.
В 2005 году играла за другого дебютанта высшего дивизиона — петербургскую «Неву». Выходила на поле во всех 20 матчах команды, однако все эти игры были проиграны.
Дальнейшая судьба неизвестна.